# Farmacéutica
La farmacéutica es la disciplina de la farmacia que se ocupa del proceso de convertir una nueva entidad química (NCE) o medicamentos antiguos en un medicamento para que los pacientes lo usen de manera segura y efectiva. También se llama la ciencia del diseño de formas de dosificación. Hay muchos productos químicos con propiedades farmacológicas, pero necesitan medidas especiales para ayudarlos a alcanzar cantidades terapéuticamente relevantes en sus sitios de acción. La farmacia ayuda a relacionar la formulación de medicamentos con su entrega y disposición en el cuerpo. La farmacia se ocupa de la formulación de una sustancia farmacológica pura en una forma de dosificación. Las ramas de la farmacia incluyen: 
- Formulación farmacéutica
- Fabricación farmacéutica
- Farmacia dispensadora
- Tecnología farmacéutica
- Farmacia física
- Jurisprudencia farmacéutica

Las sustancias farmacológicas puras suelen ser polvos cristalinos o amorfos blancos. Antes del advenimiento de la medicina como ciencia, era común que los farmacéuticos dispensen las drogas tal como están. La mayoría de los medicamentos actuales se administran como parte de una forma de dosificación. El rendimiento clínico de los medicamentos depende de su forma de presentación al paciente.